# Ernest Hamilton
Ernest Samuel "Ernie" Hamilton (Montreal, Quebec, 17 d'abril de 1883 - Quebec, 19 de desembre de 1964) va ser un jugador de lacrosse quebequès que va competir a principis del segle xx. El 1908 va prendre part en els Jocs Olímpics de Londres, on guanyà la medalla d'or en la competició per equips de Lacrosse, com a membre de l'equip canadenc.